# Абразивность зубной пасты
Абразивность зубной пасты — это показатель, определяющий способность зубной пасты нарушать структуру зубной эмали и дентина вследствие механического воздействия (истирания). Процесс истирания, в первую очередь, затрагивает шейку зуба, и наиболее часто проявляется на премолярах и клыках.

## Общая информация
Абразивность зубных паст измеряется при определении индекса абразивности (RDA — Relative dentin abrasivity, метод, принятый Американской ассоциацией стоматологов), при этом используется стандартизированный метод, заключающийся в обработке пастой зуба, дентин которого обработан радиоактивным излучением. После чистки зуба образуется взвесь, содержащая стёртые с поверхности радиоактивные частицы. Чем больше таких частиц, тем больше абразивность. В оригинале этот метод не предназначался для сравнения зубных паст и применялся для сравнения веществ по сравнению с веществом, имеющим референсное значение RDA=100. В результате лабораторные испытания зубных паст происходят в гораздо более жёстких условиях, чем в реальной жизни и не учитывают, например, присутствия на зубах защитного слоя — пелликулы, которая препятствует истиранию зубов при чистке. Другой способ измерения — профилометрия. В настоящее время не зарегистрировано какого-либо повреждения зубов вследствие абразивного воздействия зубных паст. В то же время существуют исследования, в которых не обнаружено различий при использовании паст с RDA 90 и 204; таким образом, прямой корреляции между RDA и изнашиваемостью эмали в условиях реальной жизни может не быть. Изнашиваемость эмали зависит от огромного количества факторов; так мягкая щетина хотя и менее травматична по отношению к тканям дёсен, больше изнашивает эмаль, чем жёсткая.
Абразивность измеряется в численных значениях, начинающихся от нуля, согласно стандарту DIN EN ISO 11609. Согласно принятому стандарту The International Organization for Standardization (ISO) зубные пасты, абразивность (RDA) которых менее 250, признаются безопасными для постоянного применения человеком в течение всей жизни.
Абразивность достигается включением в состав зубных паст силики, карбоната кальция, метафосфата натрия и других компонентов.
Наиболее эффективное механическое удаление налёта достигается при значениях RDA выше 100. Зубная паста, обладающая низкой абразивностью, может менее эффективно удалять зубной налёт, поскольку он образован биоплёнками, устойчивыми к механическому воздействию. При этом остатки биоплёнок, содержащие патогенные микроорганизмы, могут служить в качестве питательных веществ для неудалённых патогенов (происходит т.наз. некротрофический рост), что может усугубить заселение ими поверхностей зубов. В таком случае в состав обычно вводят дополнительные компоненты, обладающие действием на биоплёнки и антибактериальными свойствами.
Распространённое мнение о том, что безопасны для применения только зубные пасты с RDA<150, является в корне неверным и не основано на научных фактах и установленных стандартах.